# Мартынова, Елена Фёдоровна
Елена Фёдоровна Мартынова (26 апреля 1925, Малиновка, Леньковский сельсовет — 2003, Санкт-Петербург) — советский учёный-энтомолог, крупнейший в СССР специалист в области систематики ногохвосток (коллемболы, лат. Collembola), описала новые для науки виды и составила определители. Работала в Зоологическом институте АН СССР и в Биологическом институте Ленинградского государственного Университета.

## Биография
Родилась 26 апреля 1925 года в деревне Малиновка (Лысковский район) Нижегородской области, в семье учителей.
В 1943 году окончила школу в городе Яранске Кировской области.
Поступила в Молотовский государственный университет, затем перевелась в Ленинградский государственный университет (ЛГУ). В 1948 году окончила кафедру энтомологии Биолого-почвенного факультета Ленинградского государственного университета.
Как энтомолог в студенческие годы увлекалась отрядом Чешуекрылые или бабочки (лат. Lepidoptera). Занималась также отрядом Прямокрылые (лат. Orthoptera) — на кафедре энтомологии ЛГУ вела большой практикум по этим насекомым. Однако профессор энтомологии А. С. Данилевский (1911—1969) посоветовал ей заняться малоизученной, но широко распространённой и многочисленной группой почвенных микроартропод — ногохвостками или коллемболами (Collembola бывший отряд Podura), что определило её дальнейшую научную карьеру.
С 1949 года училась в аспирантуре в Зоологическом институте в Ленинграде. 10 апреля 1953 года защитила кандидатскую диссертацию.
С 1954 года работала научным сотрудником Биологического института ЛГУ, старшим научным сотрудником Биологического НИИ ЛГУ (1971—1981). В лаборатории энтомологии этого института она проработала до ухода на пенсию.
В 1960-х — 1970-х годах была крупнейшим авторитетом в изучении этой группы в СССР, ей принадлежат многочисленные статьи, описания описания новых для науки видов, фаунистические списки и определители ногохвосток СССР. Она помогала определять коллембол, консультировала учёных из многих регионов СССР.
Среди её учеников и соавторов ленинградский систематик коллембол В. Г. Челноков, выпускник кафедры энтомологии ЛГУ (1974).
В 1981 году она вышла на пенсию, но продолжила научные публикации. Позже научную литературу по коллембологам передала в Институт биологии и химии МПГУ (Н. М. Чернова, Н. А. Кузнецова, М. Б. Потапов и др.).
Скончалась в 2003[уточнить] году в Санкт-Петербурге.

## Семья
Брат — Мартынов, Вячеслав Фёдорович (1913-[уточнить]) — химик, профессор химического факультета Ленинградского государственного университета
Муж — Штейнберг, Дмитрий Максимилианович (1909—1962) — энтомолог, профессор.

## Вклад в науку
Выделила и описала 8 новых родов и 132 новых видов (из 10 семейств) ногохвосток (Collembola), среди них:
новые рода коллембол:
1. Isotomodella Martynova, 1968
2. Jacutogastrura Martynova, 1981
3. Narynia Martynova, 1967
4. Octoacanthella Martynova, 1961
5. Pseudofolsomia Martynova, 1967
6. Uralaphorura Martynova, 1978
7. Ussuriaphorura Martynova, 1979.

новые виды коллембол:
Сибирь и Дальний Восток России:
- Ballistura wrangeliensis Martynova, 1973
- Bonetogastrura nivalis (Martynova, 1973)
- Ceratophysella borealis Martynova, 1977
- Ceratophysella czelnokovi Martynova, 1978
- Ceratophysella czukczorum Martynova et Bondarenko, 1978
- Сeratophysella laricis Martynova, 1977
- Ceratophysella palustris Martynova, 1978
- Folsomia macrochaetosa Martynova, 1977
- Folsomia magadani Martynova, 1977
- Folsomia orientalis Martynova, 1977
- Folsomia taimyrica Martynova, 1973
- Heteraphorura orientalis (Martynova, 1976)
- Heteraphorura pseudoseolagensis (Martynova, 1981)
- Narynia kolimiensis Martynova, 1981,
- Oligaphorura kurtshevae (Martynova, 1981)
- Parisotoma removeophthalma (Martynova, 1977)
- Parisotoma trichaetosa (Martynova, 1977)
- Plutomurus belozerovi Martynova, 1979
- Probolaphorura plumosetosa Martynova, 1979
- Protaphorura borealis (Martynova, 1973)
- Protaphorura ussurica (Martynova, 1981)
- Psyllaphorura sensillifera (Martynova, 1981)
- Semicerura goryshini (Martynova, 1969)
- Tetracanthella orientalis Martynova, 1977
- Tomocerus magadanicus Martynova, 1979
- Tomocerus orientalis Martynova, 1979
- Tomocerus sachalinensis Martynova, 1979
- Ussuriaphorura pluripseudocellata Martynova, 1979
- Vertagopus arcticus Martynova, 1969
- Deutonura laricis (Martynova, 1977) = Deutonura frigida (Yosii, 1969)
- Ceratophysella arctica (Martynova, 1973) = Ceratophysella longispina (Tullberg, 1876)
- Onychiurus flavorufulus (Martynova, 1976) = Protaphorura octopunctata (Tullberg, 1877)
- Himalanura magadani (Martynova et Tshelnokov, 1977)

Средняя Азия:
- Cryptopygus vtorovi Martynova, 1978
- Drepanura vtorovi Martynova, 1970
- Folsomia vtorovi Martynova, 1971
- Friesea vtorovi Tshelnokov, 1977
- Onychiurus vtorovi Martynova, 1976
- Parisotoma vtorovi (Martynova, 1977)

Martynova — общепринятое сокращение (обозначение) имени зоолога, которое добавляется к научным (латинским) названиям некоторых таксонов зоологической (бинарной) номенклатуры и указывает на то, что автором этих наименований является Мартынова Е. Ф. (англ. Elena F. Martynova).

## Членство в научных обществах
- Всесоюзное энтомологическое общество.

## Память
членистоногие названные в честь Е. Ф. Мартыновой:
Ногохвостки:
- Martynovella Deharveng, 1979 — новый род — семейства Isotomidae
- Anurachorutes martynovae (Andreeva et Tystshenko, 1969) — семейства Неануриды
- Protaphorura elenae Kaprus et Pomorski, 2008 — семейства Onychiuridae
- Psyllaphorura martynovae (Stebaevae, 1985) — семейства Onychiuridae
- Deuteraphorura martynovae (Dunger, 1978) — семейства Onychiuridae
- Hymalanura martynovae (Tshelnokov, 1977) — семейства Entomobryidae
- Xenylla martynovae Dunger, 1983 — семейства Hypogastruridae
- Anurida martynovae Fjellberg, 1985 — семейства Pseudachorutinae
- Tiancanthella martynovae Rusek, 1979 — семейства Isotomidae
- Folsomia martynovae Potapov, 2001 — семейства Isotomidae
- Tetracanthella martynovae Potapov, 1997 — семейства Isotomidae

Пауки:
- Zaitunia martynovae (Andreeva et Tystshenko, 1969) — семейства Filistatidae